# 三種混合ワクチン
ジフテリア・百日咳・破傷風混合ワクチン（ジフテリア・ひゃくにちぜき・はしょうふうこんごうワクチン）は、ジフテリア、百日咳、破傷風の3つの病原菌に対する3価ワクチン。それぞれ、Diphtheria（ジフテリア）、Pertussis（百日咳）、Tetanus（破傷風） の頭文字をとってDPTワクチン、DPTと呼ばれる。

## 概要
複数の病原体に対するワクチンを同時に接種する混合ワクチンの代表であり、単に三種混合ワクチン（さんしゅこんごうワクチン）と呼ぶときは、このワクチンを指す。特に、日本ではDTPワクチンを「三種混合ワクチン」、MMRワクチンを「新三種混合ワクチン」と呼んで区別している。
ジフテリア、破傷風に対するワクチン成分は、トキソイドを利用している。百日咳に対するワクチン成分は、不活化ワクチン （wP, whole cell pertussis 全細胞性）のものと、成分ワクチン（aP, acellular pertussis 非細胞性百日咳）のものがあり、近年はaPを利用するものが増加している。日本では、DTwPワクチンの副作用による事故の発生を受け、世界的に見ても早い時期（1981年）から、DTaPワクチンによる予防接種が行われている。
成人用の三種混合ワクチンとして、ジフテリアと百日咳の効力を弱めた Tdapワクチンが流通しており、アメリカ疾病予防管理センターでは、10年おきの接種を推奨している。Tdapワクチンは、子供用のDTPワクチンと比べて、接種後の局所反応が弱められている。
しかし、注射針の改良が進んでいるにもかかわらず、大人でも「三種混合ワクチンは痛い」と訴える人は多く、アメリカ疾病予防管理センターの調査研究でも、他の予防接種より、痛みや不快感の訴えが大きいことが明らかになっており、痛みの原因は定説が無く、ワクチンに使われている補助剤成分だろうと推測されている。

## 日本での接種
1949年（昭和24年）から、ジフテリアトキソイドの予防接種が行われ、1958年（昭和33年）からは、百日咳を加えた二種混合ワクチン (DP)、1964年（昭和39年）からは一部自治体で、1968年（昭和43年）からは全国で、破傷風トキソイドを加えた三種混合ワクチン (DPT) が使用された（D：ジフテリア、P：百日咳、T：破傷風）。
しかし、1975年（昭和50年）2月1日、厚生省によりDPTワクチン接種の中止が指示された。これは、百日咳成分による脳症などの重篤な副反応発生事故の問題が理由である。その後、1981年（昭和56年）に、改良型の沈降精製DPTワクチンの使用が開始されるまで、ワクチン接種率は著しく低下し、保健所管轄ごとにDTやDPワクチンの接種を行う、少数ながらDTPワクチン接種を再開するなど、対応が分かれた。
1994年（平成6年）10月、予防接種法が改正され、定期接種として3か月から90か月未満でDPTワクチン4回、11歳から12歳にDTワクチン1回の接種が行われるようになった。
2012年（平成24年）11月1日から、定期予防接種に四種混合ワクチンが導入され、三種混合ワクチン未接種かつポリオワクチン未接種の場合には、原則として四種混合ワクチンを接種することになった。三種混合 (DPT) に不活化ポリオワクチン (inactivated polio vaccine) を加えたため、DPT-IPVと表記される。DPT-IPVワクチンを、生後3か月以降に3週から8週間隔で3回、3回目の約1年後（6か月後から接種可能）に4回目を接種し、11歳からDTワクチンを1回接種する。制度導入当初は、ワクチンの供給量が不足するため、移行措置として、三種混合ワクチンと単独の不活化ポリオワクチンを選択することも可能だった。
2000年以降の百日咳の流行と成人に対する追加免疫の必要性から、2016年2月、トリビックが製造販売承認事項一部変更承認を受け、2018年1月29日から販売を再開した。トリビックの有効成分量は、同社の四種混合ワクチンテトラビックから不活化ポリオを抜いた値となっている。これにより、Boostrixなどの輸入Tdapを用いていた成人に対する追加接種を、医薬品副作用被害救済制度の給付対象である国内ワクチンで行えるようになった。

## 接種年齢
理想の接種年齢は、
- 1期初回接種が、生後3か月から1歳まで3週から8週あけて3回。
- 1期追加接種は、初回接種後1年から1年6か月後に1回接種する。
- 2期はDT（ジフテリア、破傷風）のみの接種で、11歳くらいである。

アメリカ疾病予防管理センターは、成人も20歳から10年おきにTdapワクチンの予防接種を1回することを、強く推奨している。
日本の国立感染症研究所は、成人の追加接種の積極的な推奨はしていない。特定非営利活動法人「VPDを知って、子どもを守ろうの会」は、40代以降予防接種の免疫力が弱くなっている大人のVPDとして、三種混合ワクチンの追加接種を推奨している。厚生労働省も海外渡航者のためのワクチンとして、3回の定期接種済みの人は、破傷風とジフテリアは1回の追加接種で、10年間有効な免疫が付く。

## 日本における予防接種によるゼラチンアレルギー被害
ワクチン接種によるゼラチンアレルギーの発症が多く見られたのは日本に限られている。1994年ゼラチンを含有する3種混合ワクチン接種にともない、アナフィラキシー症状を示す患者が見つかり、ゼラチンに対するIgE抗体が見いだされた。これは、1989年より接種を3ヶ月～24ヶ月齢に前倒ししたため、非常に若い乳児期にワクチン中のゼラチンによって感作された乳児の一部が、その後のワクチンによりアレルギーが発症したとみられている。阪口らの調査によると、1994～1996年にかけてその患者数は、接種者 百万人あたり麻疹ワクチンでは6.84例、風疹ワクチン7.31例、おたふく風邪ワクチン4.36例、水痘ワクチン10.3例だった。ゼラチンアレルギー対策として、1996年までに、３種混合ワクチンからゼラチンを除く措置を行ない、その後被害は報告されていない。しかし、1987年～1996年生まれのゼラチンアレルギー体質を持つものが、日本国内ではある年齢層で存在するようになり一説では患者数は約200余名とも言われる。